# Théâtre El Hamra

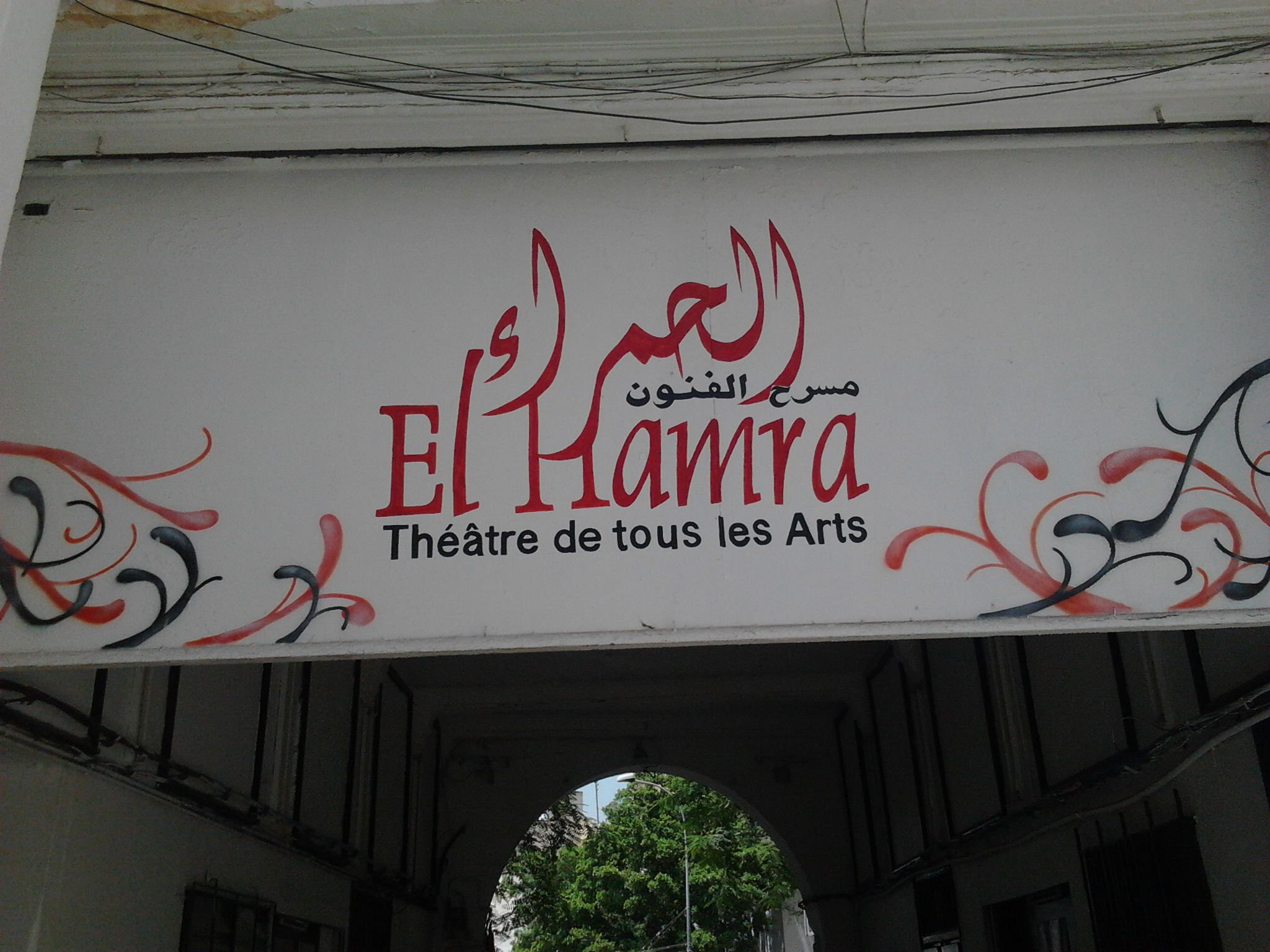
Emblème du théâtre El Hamra

Le théâtre El Hamra est l'un des théâtres de la ville de Tunis. Il abrite des activités de production théâtrales, de distribution, d'initiation ainsi que de formation des professionnels du théâtre  aux différentes professions scéniques.

## Localisation

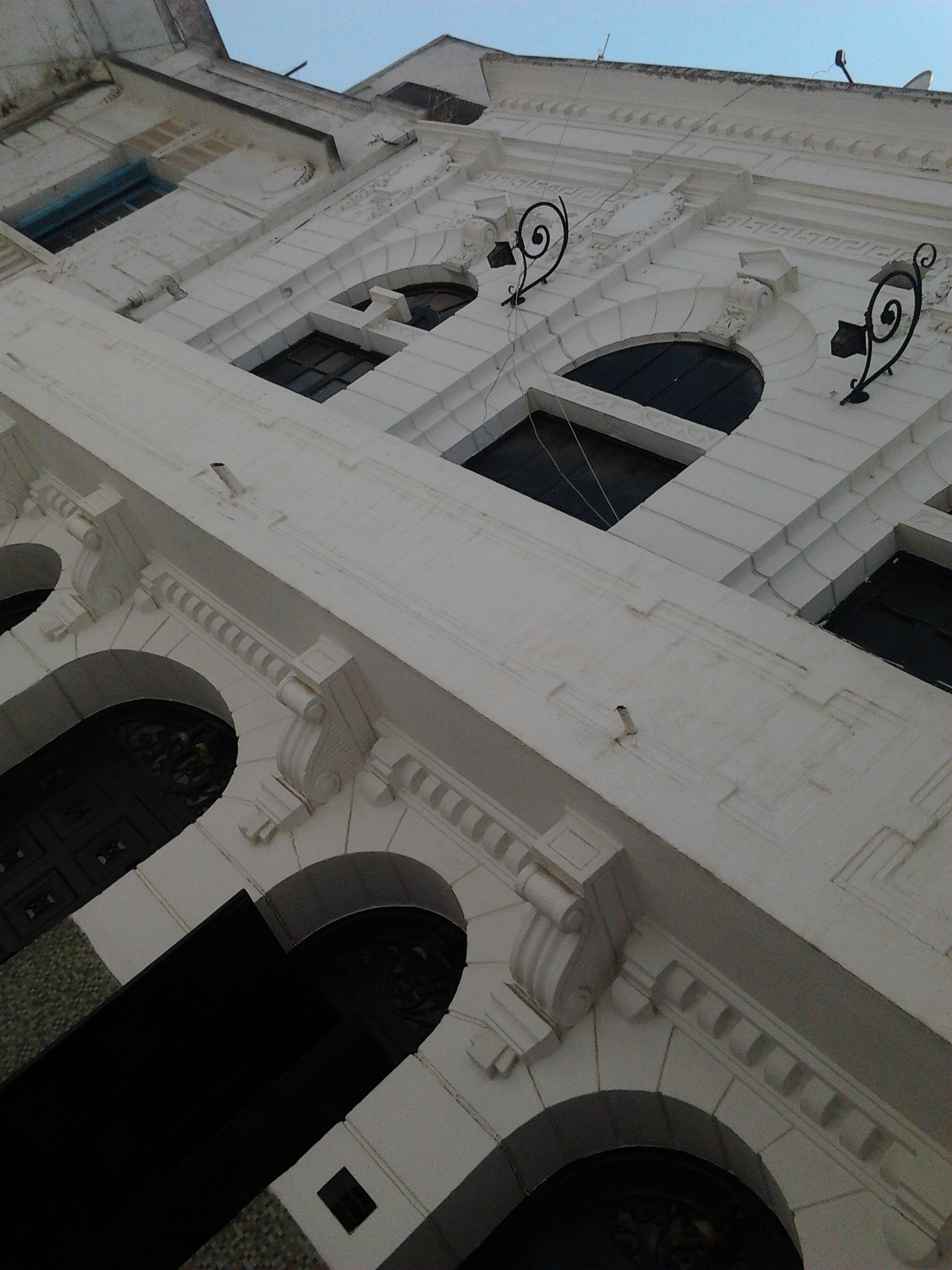
Façade du théâtre

Le théâtre El Hamra se situe au numéro 28 de la rue El Jazira, dans les locaux d'une ancienne salle de cinéma appelée El Hamra (transcrite également par Alhambra), la deuxième du genre dans la capitale tunisienne puisqu'elle avait été inaugurée en 1922.
Après une activité intense qui s'est poursuivie pendant quelques décennies, la salle est désertée pendant quinze ans, avant d'être transformée en théâtre en 1985 et inaugurée officiellement en 1987. En 2000, le théâtre El Hamra crée le Centre arabo-africain de formation et de recherches théâtrales.

## Direction
Le théâtre El Hamra est dirigé par le metteur en scène Ezzedine Gannoun jusqu'à sa mort le 29 mars 2015. La direction de la programmation était assurée par Leila Toubel, en même temps que la coordination générale du Centre arabo-africain de formation et de recherches théâtrales. Après 25 années de collaboration, elle quitte ses fonctions en juin 2014,.

## Activités

### Production théâtrale
Avant la création du théâtre El Hamra, la troupe du théâtre organique fondée par Ezzedine Gannoun en 1981 produit quelques œuvres théâtrales. Ensuite, El Hamra produit par ses propres moyens, entre 1985 et 2006, neuf créations théâtrales en plus de deux créations en collaboration avec deux autres troupes théâtrales, l'une française et l'autre italienne.
El Hamra présente par ailleurs ses créations en Tunisie et à l'étranger : il parcourt plusieurs pays entre 1988 et 2002, dont le Venezuela, l'Égypte, la Roumanie, la Syrie, l'Espagne, le Maroc, le Bénin, la Jordanie, Malte et la France.

### Formation

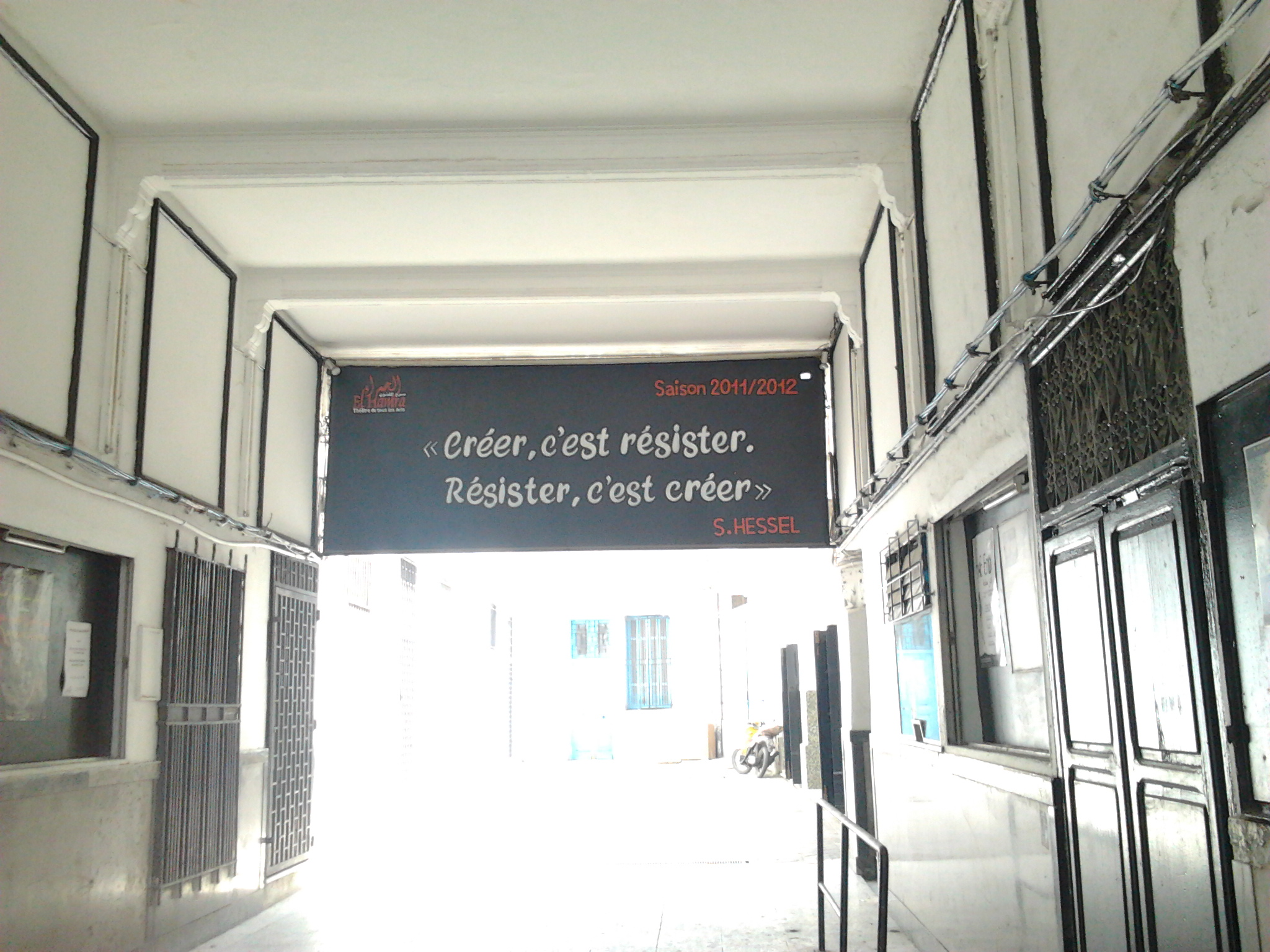
Citation de Stéphane Hessel sur une bannière en 2012

Le théâtre El Hamra assure, en outre, une activité importante d'organisation d'ateliers de formation aux différents métiers, arts et techniques de la scène, à travers le Centre arabo-africain de formation et de recherches théâtrales. En neuf ans d'existence, il a organisé 47 ateliers ayant enregistré la participation de 230 jeunes professionnels du monde arabe et de l'Afrique. Parmi les pays d'origine des participants figurent le Burkina Faso, le Bénin, le Sénégal, le Togo, la Guinée, le Liban, le Mali, l'Égypte, le Maroc, le Niger, en plus de la Tunisie.

### Représentations
La présentation de créations de troupes théâtrales étrangères fait partie des activités du théâtre El Hamra, entre autres lors des Journées théâtrales de Carthage. Il rend également hommage à quelques cinémas internationaux, à l'instar du cinéma polonais.